# Alwine Fülscher
Alwine Fülscher (* 25. August 1898 in Winterthur; † 8. April 1969 ebenda) war eine Schweizer Plastikerin, Grafikerin und Malerin.

## Leben und Werk

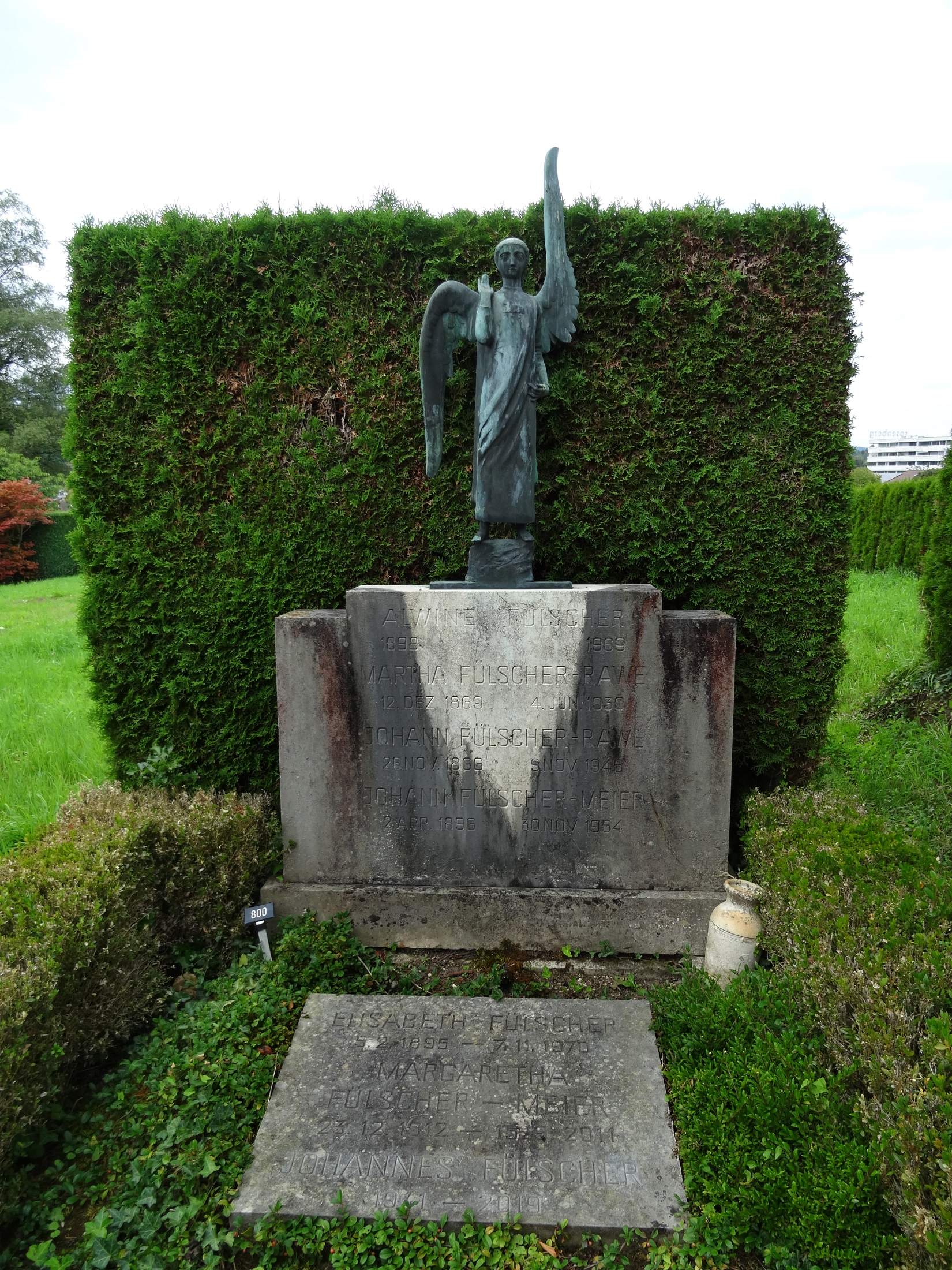
Grab, Friedhof Rosenberg in Winterthur.

Alwine Fülschers Eltern Johann Fülscher (1866–1945) und Martha, geborene Rawe (1869–1939), wanderten 1895 von Hamburg-Altona in Winterthur ein. Der Vater arbeitete bei der Firma Sulzer als Ingenieur.
Alwine Fülschers Schwestern waren die Künstlerin Johanna Fülscher (1893–1978) und die Autorin Elisabeth Fülscher. Ihre beiden Brüder wurden Architekten.
Von 1918 bis 1919 besuchte sie die Kunstgewerbeschule in Hamburg und war von 1921 bis 1923 eine Schülerin von Johann Michael Bossard. Studienreisen führten sie nach Paris, Italien und Deutschland.
Ab 1931 war sie Mitglied der Künstlergruppe Winterthur und von 1930 bis 1951 Mitglied der Schweizerischen Gesellschaft Bildender Künstlerinnen. Ihre Werke stellte sie in Einzel- und Gruppenausstellungen aus.
Ihre letzte Ruhestätte fand Alwine Fülscher auf dem Friedhof Rosenberg in Winterthur.